# Огюст Дозон
Луи Огюст Анри Дозон (на френски: Louis Auguste Henri Dozon) е френски филолог, албанолог, преводач и дипломат, служил на Балканите през втората половина на XIX век. Дозон е един от основните защитници на Стефан Веркович по отношение на автентичността на „Веда Словена“.

## Биография

### Произход и образование (1822 – 1854)
Роден е на 2 февруари 1822 година в Шалон-ан-Шампан, регион Шампан-Ардени, Франция. Произхожда от аристократично семейство от Шампан, чието име преди Революцията е Д'Озон, което активно участва в политическите борби. Баща му е председател на гражданския съд в града. По-късно е избран за депутат от Шалон и семейството се мести в Париж, където е съветник в Парижкия апелативен съд.
Огюст Дозон учи в Шалон, а след това антична и модерна литература в колежа „Сен Барб“ в Париж. В „Сен Барб“ научава латински, гръцки, английски, италиански и немски език. Още 16-десетгодишен, Дозон пише стихове, занимава се и с история на френските изящни изкуства. Превежда сонети и драми на Шекспир. Движи се в поетичния кръг около Алфред дьо Вини, приятел е с Бодлер и публикува стихосбирка, озаглавена „Стихове“.
През 1841 година завършва право и работи в Министерството на вътрешните работи във второ бюро на Дирекцията за изящните изкуства, където отговаря за опазване на историческите паметници. Обикаля страната и събира антики, гравюри и рисунки. През 1844 година става член на Азиатското дружество, където се запознава с Бартелеми Сен Илер и Емил Бурнув.

### Дипломатическа и научна дейност (1854 – 1885)
Дозон страстно се интересува от чужди езици и народи и решава да стане дипломат. През март 1854 година е назначен във външното министерство и изпратен като френски консул в Белград, където остава до 1863 година. В Белград написва „Сръбски епос“, който издава във Виена през 1848 г., и идилията „Гората“, драмата в проза „Херуърд“, романа „Черната дреха“, драмата-легенда „Твардовски“, превежда „Рицарят Жан“ на Шандор Петьофи. От 1863 до 1865 година Дозон е консул в Мостар, откъдето пътува до Италия и до Гърция. В Мостар пише върху сръбската граматика и превежда сръбски народни песни.
През 1865 година е назначен за вицеконсул в Пловдив, откъдето прави пътувания из българските земи и събира фолклорни материали. Получава орден „Меджидие“ IV степен от османското правителство, а на 25 август 1868 г. френското му връчва Ордена на почетния легион.
През 1869 година е прехвърлен като консул в Янина, в 1875 се връща в Мостар, в 1878 година отива на Кипър, а от 1881 до 1885 година е консул в Солун. Дозон продължава да събира народни песни и да ги превежда и издава на френски.
Дозон особено се интересува от албанския език, който започва да учи в Янина след среща с Йохан Георг фон Хан. Изследванията му по албански език и фолклор – по-специално албанската устната литература, са публикувани в „Учебник по шкипски или албански език“ (Manuel de la langue chkipe ou albanaise), Париж 1879, и „Албански народни приказки, събрани и преведени“ (Contes albanais, recueillis et traduits), Париж 1881 г.
През 1875 година получава академичен орден за трудовете и изследванията му в областта на славянските езици, а през 1880 става член-кореспондент на Френската академия.

### Последни години (1885 – 1890)
През 1885 година Дозон се връща във Франция и преподава руски език в Училището за източни езици. В 1888 година за второто издание на „Сръбският епос“ получава от крал Милан I Сръбски орден „Свети Сава“. През 1889 година, по повод Конгреса на ориенталностите в Стокхолм, превежда и издава „История на Кокандското ханство“ на Владимир Наливкин и „Нрави и обичаи на черемисите“. Подготвя за издаване и руска граматика, но на 31 декември 1890 година умира във Версай на 68-годишна възраст.

## Памет
На Огюст Дозон е наречена улица в квартал „Драгалевци“ в София (Карта).

## Трудове
- Dozon, Auguste. Poésies populaires serbes traduites sur les originaux avec une introduction et des notes par Auguste Dozon.   Paris, Е. Dentu, 1859. Посетен на 2 февруари 2015.
- Dozon, Auguste. Български народни пѣсни. Chansons Populares Bulgares Inedites Publiees Et Traduites par Auguste Dozon.   Paris, Maisonneuve et cie, 1875. Посетен на 2 февруари 2015.
- Dozon, Auguste. Manuel de la langue Chkipe ou Albanaise par Auguste Dozon.   Paris, Ernest Leroux, 1879. Посетен на 2 февруари 2015.
- Dozon, Auguste. Contes albanais recueillis et traduits par Auguste Dozon.   Paris, Ernest Leroux, 1881. Посетен на 2 февруари 2015.
- Dozon, Auguste. L'Epopée serbe. Chants populaires héroiques. Traduits sur les originaux avec une introduction et des notes par Auguste Dozon.   Paris, Ernest Leroux, 1888. Посетен на 2 февруари 2015.
- Nalivkine, V. P. Histoire du Khanat de Khokand par V. P. Nalivkine; traduit du russe par Aug. Dozon.   Paris, Ernest Leroux, 1889. Посетен на 2 февруари 2015.

- „Сръбски народни песни“, 1859
- „Български народни пѣсни“, 1875
- „Учебник по шкипски или албански“, 1879
- „Албански приказки“, 1881
- „Сръбският епос“, 1888
- „История на Кокандското ханство“, 1889, превод на Дозон